# Bandyligan 2008/2009
Bandyligan 2008/2009 spelades som enkelserie, innan lagen delades upp, och därefter följde slutspel.

## Grundserien
| Lag                          | Spelade | Vinster | Oavgjorda | Förluster | Målskillnad | Poäng | OLS  | HIFK | Vei | Aki  | OPS  | Nar  | Kamp | WP35 | JPS  | Bot  | ToPV |
| ---------------------------- | ------- | ------- | --------- | --------- | ----------- | ----- | ---- | ---- | --- | ---- | ---- | ---- | ---- | ---- | ---- | ---- | ---- |
| OLS                          | 10      | 9       | 1         | 0         | 102-25      | 19    |      | -    | -   | -    | 14-3 | 12-3 | 6-2  | -    | 22-2 | 12-5 | -    |
| IFK Helsingfors              | 10      | 8       | 0         | 2         | 61-22       | 16    | 3-4  |      | -   | -    | -    | 4-2  | -    | 7-2  | 10-3 | 5-3  | -    |
| Lappeenrannan Veiterä        | 10      | 7       | 2         | 1         | 44-24       | 16    | 2-2  | 3-1  |     | -    | -    | 4-4  | 0-7  | -    | -    | 9-1  | -    |
| Porvoon Akilles              | 10      | 6       | 0         | 4         | 62-30       | 12    | 3-6  | 3-6  | 1-3 |      | -    | -    | -    | 6-3  | 13-2 | -    | -    |
| OPS                          | 10      | 6       | 0         | 4         | 55-42       | 12    | -    | 0-5  | 4-5 | 7-1  |      | -    | -    | 7-2  | -    | -    | 14-1 |
| Porin Narukerä               | 10      | 5       | 1         | 4         | 55-45       | 11    | -    | -    | -   | 3-6  | 2-7  |      | 6-5  | -    | 10-2 | -    | 12-0 |
| Mikkelin Kampparit           | 10      | 5       | 0         | 5         | 58-35       | 10    | -    | 2-3  | -   | 0-7  | 3-1  | -    |      | -    | 13-2 | -    | 13-0 |
| Warkauden Pallo -35          | 10      | 4       | 0         | 6         | 56-49       | 8     | 2-7  | -    | 2-3 | -    | -    | 3-4  | 9-5  |      | -    | 3-2  | -    |
| Jyväskylän Seudun Palloseura | 10      | 2       | 0         | 8         | 41-96       | 4     | -    | -    | 1-6 | -    | 4-6  | -    | -    | 8-10 |      | 7-5  | 10-1 |
| Botnia-69, Helsingfors       | 10      | 1       | 0         | 9         | 32-67       | 2     | -    | -    | -   | 0-8  | 5-6  | 2-9  | 1-8  | -    | -    |      | 8-0  |
| ToPV                         | 10      | 0       | 0         | 10        | 3-134       | 0     | 0-17 | 0-17 | 1-9 | 0-14 | -    | -    | -    | 0-20 | -    | -    |      |

## Uppdelning

### Elitserien
| Lag                   | Spelade | Vinster | Oavgjorda | Förluster | Målskillnad | Poäng | OLS | HIFK | Vei | Aki  | OPS | Nar |
| --------------------- | ------- | ------- | --------- | --------- | ----------- | ----- | --- | ---- | --- | ---- | --- | --- |
| OLS                   | 10      | 7       | 2         | 1         | 54-20       | 19    |     | 5-2  | 8-2 | 10-3 | 4-0 | 7-1 |
| IFK Helsingfors       | 10      | 5       | 2         | 3         | 42-32       | 14    | 2-3 |      | 5-1 | 2-4  | 6-4 | 5-4 |
| Porvoon Akilles       | 10      | 5       | 1         | 4         | 33-47       | 11    | 0-8 | 2-2  |     | 4-5  | 4-3 | 7-6 |
| Lappeenrannan Veiterä | 10      | 3       | 2         | 5         | 42-54       | 9     | 1-1 | 3-6  | 4-5 |      | 4-9 | 8-5 |
| OPS                   | 10      | 2       | 4         | 4         | 36-37       | 8     | 3-3 | 3-3  | 3-4 | 5-5  |     | 3-1 |
| Porin Narukerä        | 10      | 2       | 1         | 7         | 39-56       | 5     | 6-5 | 3-9  | 3-4 | 7-5  | 3-3 |     |

### Allfinskan
| Lag                          | Spelade | Vinster | Oavgjorda | Förluster | Målskillnad | Poäng | Ka   | WP35 | JPS  | Bot  | ToPV |
| ---------------------------- | ------- | ------- | --------- | --------- | ----------- | ----- | ---- | ---- | ---- | ---- | ---- |
| Mikkelin Kampparit           | 8       | 6       | 0         | 2         | 64-20       | 14    |      | 7-2  | 8-5  | 9-1  | 14-0 |
| Warkauden Pallo -35          | 8       | 5       | 1         | 2         | 67-29       | 12    | 5-3  |      | 10-2 | 9-3  | 19-1 |
| Jyväskylän Seudun Palloseura | 8       | 5       | 0         | 3         | 61-34       | 10    | 4-3  | 8-3  |      | 6-1  | 18-1 |
| Botnia-69, Helsingfors       | 8       | 3       | 1         | 4         | 40-42       | 7     | 3-5  | 5-5  | 6-5  |      | 7-2  |
| ToPV                         | 8       | 0       | 0         | 8         | 7-114       | 0     | 0-15 | 0-14 | 2-13 | 1-14 |      |

## Kvartsfinaler
Kvartsfinalerna spelades i bäst av tre matcher. Det i serien lägre placerade laget började på hemmaplan.
| Lag 1               | Resultat | Lag 2                 | Match 1 | Match 2 | Match 3 |
| ------------------- | -------- | --------------------- | ------- | ------- | ------- |
| Warkauden Pallo -35 | 0–2      | OLS                   | 2-9     | 2-18    | -       |
| Mikkelin Kampparit  | 0–2      | IFK Helsingfors       | 2-5     | 3-6     | -       |
| Porin Narukerä      | 2–0      | Porvoon Akilles       | 5-2     | 5-1     | -       |
| OPS                 | 2–0      | Lappeenrannan Veiterä | 5-4     | 4-2     | -       |

## Semifinaler
Semifinalerna avgjordes i bäst av tre matcher.
| Lag 1          | Resultat | Lag 2           | Match 1 | Match 2 | Match 3 |
| -------------- | -------- | --------------- | ------- | ------- | ------- |
| Porin Narukerä | 1–2      | IFK Helsingfors | 2-3     | 6-3     | 2-10    |
| OPS            | 0–2      | OLS             | 4-6     | 1-5     | -       |

## Match om tredje pris
| Lag 1 | Resultat | Lag 2          |
| ----- | -------- | -------------- |
| OPS   | 4–1      | Porin Narukerä |

## Finaler
Finalerna spelades i bäst av tre matcher.
| Lag 1           | Resultat | Lag 2 | Match 1 | Match 2 | Match 3 |
| --------------- | -------- | ----- | ------- | ------- | ------- |
| IFK Helsingfors | 1–2      | OLS   | 0-3     | 7-3     | 2-10    |

## Slutställning
| Placering | Lag             |
| --------- | --------------- |
| 1.        | OLS             |
| 2.        | IFK Helsingfors |
| 3.        | OPS             |
| 4.        | Porin Narukerä  |

## Finska mästarna
OLS: 	Juho-Pekka Airaksinen, Janne Parpala, Vesa Leino, Hannu Simoska, Jarmo Mällinen, Ville-Veikko Angeria	, Marko Veittikoski, Markus Kumpuoja, Pertti Virtanen, Matti Immonen, Timo Arjanko, Atte Lämsä, Juha Nousiainen, Kimmo Keränen, Petteri Luomansuu, Sami Harjuoja, Antti Alajoutsijärvi, Ilari Moisala, Hannu Kauttio, Marko Kilpeläinen, Samuli Niskanen.

## Skytteligan
| Placering | Spelare          | Lag       | Mål |
| --------- | ---------------- | --------- | --- |
| 1.        | Harri Kauhanen   | WP-35     | 43  |
| 2.        | Rasmus Lindqvist | Akilles   | 37  |
| 3.        | Jukka Loukkola   | OLS       | 31  |
| 4.        | Samuli Niskanen  | OLS       | 30  |
| 5.        | Lasse Kyllönen   | Kampparit | 29  |
| 6.        | Lauri Söderström | HIFK      | 28  |
| 6.        | Markus Kumpuoja  | OLS       | 28  |
| 8.        | Jarmo Mällinen   | OLS       | 27  |
| 9.        | Tero Määttälä    | Botnia-69 | 26  |
| 10.       | Petri Perkaus    | Narukerä  | 21  |